# Reichsstraße 327
Die Reichsstraße 327 war eine Reichsstraße im Deutschen Reich.
Andere Bezeichnungen für die Straße waren Reichshöhenstraße, Hunsrückstraße und Hunsrückhöhenstraße.
Sie verlief über die Höhen des Hunsrücks.
Die Straße führte von Koblenz über Waldesch, Kastellaun, Kappel (Hunsrück), Wahlenau, Hinzerath und Morbach nach Thalfang.
Dort bestand ein Anschluss an die Reichsstraße 325 (Thalfang – Mehring (Mosel)).
Sie führte weiter über Hermeskeil, Zerf, Saarburg und Perl (Mosel) nach Sierck (heutiges Frankreich (F)) und Diedenhofen (F) mit einem Anschluss an die Reichsstraße 57 (Metz-Luxemburg-Aachen-Kleve).
Die Reichsstraße 327 wurde später (ohne die französischen Gebiete) als Bundesstraße 327 fortgeführt, ein westlicher Teil auch als Bundesstraße 407.